# روبين رويتر
روبين رويتر (بالهولندية: Robbin Ruiter) (مواليد 25 مارس 1987) هو لاعب كرة قدم هولندي يجيد اللعب في مركز حراسة المرمى , ويلعب حاليًا لنادي أوترخت الهولندي.

## روابط خارجية
- روبين رويتر على موقع قاعدة بيانات كرة القدم.إي يو (الإنجليزية)
- روبين رويتر على موقع Soccerbase.com (لاعب) (الإنجليزية)
- روبين رويتر على موقع Soccerway.com (الإنجليزية)

- Robbin Ruiter